# Karl Hetz (Ingenieur)
Karl Hetz (* 30. Oktober 1906 in Erlangen; † 23. Juni 1985 in Halle) war ein deutscher Regierungsbaurat, Major der Wehrmacht, Vizepräsident des Nationalkomitees Freies Deutschland (NKFD) und Präsident der Reichsbahndirektion Halle.

## Leben
Hetz entstammt einer bildungsbürgerlichen Familie. Sein Vater war Lehrer. Nach dem Besuch der Volksschule absolvierte er ein Gymnasium. In Kaiserslautern erlernte er den Beruf des Schlossers. Mit diesen theoretischen und praktischen Vorkenntnissen absolvierte Hetz an den Technischen Hochschulen von München und Darmstadt ein Studium der Verkehrswissenschaften, das er 1927 mit dem Titel eines Diplomingenieurs abschloss. Seit 1932 war er Betriebsingenieur bei den Städtischen Verkehrsbetrieben von Wiesbaden. Bei der Deutschen Reichsbahn war er ab 1933 als Bauführer tätig. Nach einer Weiterbildung legte er 1936 sein Staatsexamen als Regierungsbaumeister ab. Als solcher wurde er nach Tapiau in Ostpreußen vermittelt, wo er als Regierungsbaurat tätig wurde. Am 20. Dezember 1937 beantragte er die Aufnahme in die NSDAP und wurde rückwirkend zum 1. Mai desselben Jahres aufgenommen (Mitgliedsnummer 5.951.986).
Mit Beginn des Zweiten Weltkrieges wurde er Major der Wehrmacht und 1942 in den Kämpfen um Stalingrad eingesetzt. Hier geriet er im Januar 1943 in sowjetische Kriegsgefangenschaft. Als Gefangener besuchte er eine Antifa-Schule und erarbeitete sich dort eine neue politische Orientierung. Aus der Gefangenschaft heraus richtete er als einer von 50 gefangenen Generalen als Teil des Bund Deutscher Offiziere im Nationalkomitee Freies Deutschland (NKFD) einen Aufruf an ihre noch in der Wehrmacht verbliebenen Kameraden. Dieser Appell wurde von Generalfeldmarschall Friedrich Paulus verfasst und als „Aufruf der 50 Generale an Volk und Wehrmacht“ von ihnen unterzeichnet. Hetz wurde zu einem der Vizepräsidenten des NKFD gewählt.
Drei Jahre nachdem die NS-Herrschaft beseitigt war, kehrte Hetz aus der Kriegsgefangenschaft nach Deutschland zurück und ließ sich in der Sowjetischen Besatzungszone (SBZ) nieder. 1948 trat er in die Sozialistische Einheitspartei Deutschlands (SED) ein. Sein beruflicher Weg führte ihn zur Deutschen Reichsbahn, in der er bald führend tätig wurde. Zwanzig Jahre amtierte er als Präsident der Reichsbahndirektion Halle. Um 1976 meinte Hetz, so manches in seiner Rbd durchsetzen zu können, was Andere sich nicht erlaubten. Nach 1976 war man im Verkehrsministerium ratlos, ob und wie man Hetz weiter beschäftigen könne. Er kümmerte sich dann um die elektrodynamischen Gleisbremsen, bis ihn eine Krankheit wirklich zur Ruhe setzte. Die elektrodynamischen Gleisbremsen wurden dank seiner Initiative in den 1980er Jahren in den Rangiertechnische Einrichtungen der Rbf der Deutschen Reichsbahn eingebaut. Mit dieser Baumaßnahme machte er sich über seinen Tod hinaus zum Initiator der ab 2000 in Massen auf leistungsbestimmenden Rangierbahnhöfen der DB AG eingebauten elektrodynamischen Gleisbremstechnik.

## Auszeichnungen
Karl Hetz erhielt in der DDR zahlreiche Auszeichnungen, darunter 
- 1971 Banner der Arbeit[6]
- 1976 Ehrenspange zum Vaterländischen Verdienstorden in Gold[7]
- 1981 Stern der Völkerfreundschaft in Silber[8]
- 1985 Medaille „40. Jahrestag des Sieges im Großen Vaterländischen Krieg 1941–1945“[9]